# Heinz Tietjen

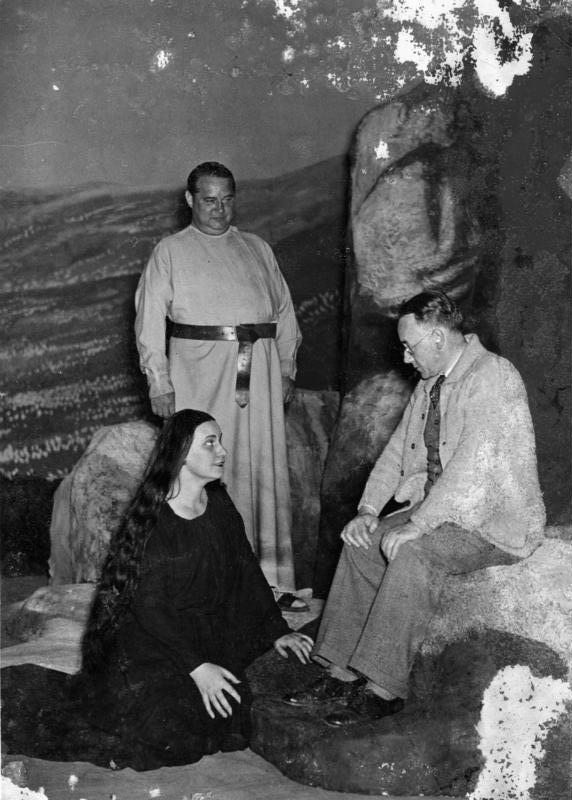
Heinz Tietjen (sitzend) mit Marta Fuchs und Ivar Andresen (1936)

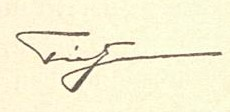
Signatur (1938)

Heinz Tietjen (vielmehr: Heinrich Vivian Tietjen, * 24. Juni 1881 in Tanger, Marokko; † 30. November 1967 in Baden-Baden) war ein deutscher Regisseur, Dirigent und Intendant.

## Karriere
Tietjens Eltern waren der Legationssekretär Otto Wilhem Tietjen und Jessie Tietjen, geborene Campbell. Er absolvierte zunächst eine Kaufmannsausbildung in Bremen und arbeitete im Anschluss für die Bremer Westafrika-Gesellschaft im Ausland, ehe er begann, sich der Musik zuzuwenden und unter anderem bei dem ungarischen Dirigenten Arthur Nikisch zu lernen, den er bei der Rückreise aus Kamerun auf dem Schiff persönlich kennenlernte.
Tietjen erhielt 1904 sein erstes Engagement als Kapellmeister und Regisseur am Theater Trier, avancierte dort 1907 zum Direktor und war von 1919 bis 1922 schließlich Intendant des Hauses. Zusätzlich war Tietjen als Intendant des Theaters Saarbrücken tätig. Er wurde im Anschluss zum Intendanten des Breslauer Theaters berufen, was er u. a. wohl seinen Förderern, dem späteren preußischen Kultusminister Carl Heinrich Becker und den Fachreferenten seines Ministeriums, Ludwig Seelig und Leo Kestenberg, zu verdanken hatte.
Von 1925 bis 1931 war Tietjen Intendant der Städtischen Oper Berlin und übernahm ab 1926 zudem die Leitung der staatlichen Opernhäuser Unter den Linden und Krolloper. 1927 wurde er Generalintendant aller Preußischen Staatstheater, die das königliche Schauspielhaus am Gendarmenmarkt, das Schillertheater sowie die Theater Wiesbaden und Kassel umfassten, und behielt diesen Posten bis 1945 bei. Seine spätere Vertraute Winifred Wagner berief Tietjen 1931 zum künstlerischen Leiter der Bayreuther Festspiele, die er von 1934 bis 1944 in Zusammenarbeit mit ihr leitete. Nach Deutung von Hannes Heer war Tietjen 1931 zum „mächtigsten Theaterleiter in der Endphase der Weimarer Republik“ geworden, der seine Karriere „seinem Doppeltalent als wirtschaftlich wie künstlerisch gleich effektiver Theatermanager und als ebenso gerissener wie verschwiegener Kulturpolitiker“ verdankte. Tietjen befürwortete 1931 die Schließung der Krolloper, die unter anderem von der nationalsozialistischen Presse als „rötlich-jüdisches Kulturinstitut“ angegriffen worden war.

### Bayreuther Festspiele
Heinz Tietjen war der erste Regisseur neben den Mitgliedern der Familie Wagner, der in Bayreuth mehrere Opern inszenierte. Außer den Familienmitgliedern war vor Tietjen überhaupt nur ein Regisseur, August Harlacher (1888: Die Meistersinger von Nürnberg), tätig. Heinz Tietjen inszenierte sechs der sieben in Bayreuth aufgeführten Opernwerke (Ausnahme: Tannhäuser). Diese Breite erreichten außer ihm nur die beiden Wagner-Enkel Wieland und Wolfgang Wagner. Er ist außerdem neben Wieland Wagner der einzige Regisseur, der in einem Festspieljahrgang zwei Opern inszenierte (1933: Die Meistersinger von Nürnberg, Der Ring des Nibelungen).
Von 1933 bis 1941 und nochmals 1959 war er auch Dirigent in Bayreuth:
- Die Meistersinger von Nürnberg: 1933–34
- Der Ring des Nibelungen: 1934, 1936, 1938–39, 1941
- Lohengrin: 1936–37, 1959

## Zeit des Nationalsozialismus
Nach Machtübernahme der Nationalsozialisten ernannte ihn Joseph Goebbels am 15. November 1935 zum Mitglied des Reichskultursenats. Von Hermann Göring wurde Tietjen am 11. September 1936 zum Leiter der Berliner Staatsoper und im Dezember desselben Jahres, gemeinsam mit Gustaf Gründgens, zum Preußischen Staatsrat ernannt. Als Generalintendant der preußischen Staatstheater war Heinz Tietjen, Vertrauter von Göring sowie Freund der Hitler-Verehrerin Winifred Wagner, eine wichtige Stütze der nationalsozialistischen Kulturpolitik. Am 1. Juni 1933 entließ Tietjen 27 Angestellte von Staatsoper und Schauspielhaus. Im Schauspielhaus kündigte er dem Kommunisten Hans Otto. An der Absprache Tietjens mit Göring war auch Wilhelm Furtwängler, Operndirektor der Staatsoper, beteiligt.
Für Hannes Heer besteht kein Zweifel an Tietjens Rolle als Steigbügelhalter der Nationalsozialisten. Belege dafür lieferten Personalakten, die er im Preußischen Staatsarchiv Dahlem, und von Entnazifizierungsakten, die er im Berliner Landesarchiv fand. Danach drang Tietjen bei Hans Hinkel nicht darauf, zumindest die in Mischehe lebenden Ensemblemitglieder weiter zu beschäftigen.
Heinz Tietjen wohnte von 1934 bis Ende 1944 in Berlin, Landhausstraße 13. Anfang 1945 zog er, gemeinsam mit Gustaf Gründgens, in das Hotel Adlon, um dort im Hotelbunker vor den Bombenangriffen auf Berlin geschützt zu sein.

## Nachkriegszeit
Ende Mai 1945 ernannte der sowjetische Stadtkommandanten Bersarin Heinz Tietjen zum Generalintendanten aller Berliner Theater. Er sollte den Aufbau des Theaterwesens nach dem Krieg im „antifaschistischen“ Sinn organisieren. Tietjens Amtsführung war durch eine radikale Entlassungspolitik gegenüber auch nur nominellen NSDAP-Mitgliedern bestimmt, wodurch er sich viele Feinde in Berlins Musik- und Theaterwelt verschaffte. Ihre „Galionsfigur“ war der vom Ensemble der bisherigen Städtischen Oper ohne Tietjens Mitwirkung gewählte Sänger Michael Bohnen, der zugleich Präsidiumsmitglied der äußerst einflussreichen Kammer der Kunstschaffenden war. Auf Grund einer Denunziation des Dirigenten Leo Borchard bei Bersarin als „Nazi“ kam es Ende Juni 1945 zur Absetzung Tietjens. Er lebte fortan in Berlin als Musiklehrer und Musikwissenschaftler.
Ein interalliiertes Entnazifizierungsverfahren gegen Tietjen endete im April 1947 mit seiner vollständigen Entlastung. Die Kommission bescheinigte ihm zwar eine „opportunistische Haltung“, sah aber aufgrund zweier beigebrachter Zeugenaussagen eine „aktive Beteiligung“ am Widerstand gegen den Nationalsozialismus als gegeben an. Hannes Heer hält die Selbstinszenierung Tietjens als Schutzpatron des Ensembles, als Judenretter oder gar als Widerstandskämpfer für geschönt. Im August 1948 wurde Tietjen vom Berliner Magistrat erneut die Intendanz der Deutschen Oper übertragen, die er diesmal bis 1954 ausführte. Unter seiner Leitung wurden 1951 erstmals die Berliner Festwochen veranstaltet. 1954 ging Tietjen an die Hamburgische Staatsoper, wo er von 1957 an als Intendant tätig war, ehe er sich 1959 in Baden-Baden zur Ruhe setzte. Er inszenierte auch Beethovens Oper „Fidelio“, mit der die Wiener Staatsoper am 5. November 1955 feierlich wiedereröffnet wurde.
Im Jahr 1908 heiratete Tietjen in Frankfurt am Main die Opernsängerin Johanna Steyer (* 1886 Frankfurt a. M.; † 1971 Wiesbaden), die Ehe wurde 1939 geschieden. Ab 1946 war er mit einer ehemaligen Solotänzerin an der Staatsoper Berlin, Lieselotte (Liselott) Michaelis (1911–2015) verheiratet. Michaelis starb 2015 im hohen Alter von 104 Jahren. Das gemeinsame Grab der Eheleute befindet sich auf dem Stadtfriedhof Baden-Baden.

## Auszeichnungen und Ehrungen
Heinz Tietjen erhielt im Jahr 1941 die Goethe-Medaille für Kunst und Wissenschaft. Er wurde 1953 mit dem Großen Verdienstkreuz und 1956 mit dem Stern der Bundesrepublik Deutschland ausgezeichnet. Anlässlich seines 50. Bühnenjubiläums erhielt er am 26. September 1954 vom Berliner Senat die Ernst-Reuter-Plakette. 1956 wurde er mit dem Silbernen Blatt der Dramatiker Union und 1958 mit dem Ehrensiegel der Stadt Trier ausgezeichnet.
Im Februar 1974 wurde im Berliner Bezirk Tempelhof die Tietjenstraße nach ihm benannt.
In der Trierer Innenstadt (am Theater) wurde der Heinz-Tietjen-Weg nach ihm benannt.

## Mitgliedschaften
- Mitglied der Gesellschaft für Theatergeschichte Berlin 1926–1945
- Mitglied im Kuratorium der Emmy Göring Künstlerstiftung – Heim für ältere Bühnenkünstler Weimar (1938–1945)
- Staatsrat und Mitglied im Preußischen Staatsrat (1936–1945)
- Mitglied der Berliner Akademie der Künste gewählt (seit 1955)